# Carlo's Bake Shop
Carlo's Bake Shop, almindeligvis kendt som Carlo's Bakery og også kendt som Carlo's City Hall Bake Shop, er et bageri beliggende på 95 Washington Street i Hoboken, New Jersey, overfor rådhuset. Det drives i øjeblikket af Buddy Valastro Jr. Bageriet har fået offentlig opmærksomhed, da det medvirkede i TLC tv-serien, Cake Boss.